# TB CFe 4/4
Die CFe 4/4 6–8 der Trogenerbahn (TB) waren meterspurige vierachsige Elektrotriebwagen mit einem Zweitklass- und einem Gepäckabteil aus den Jahren 1952/53. Nach der Umstellung auf das Zweiklassensystem im Jahr 1956 wurden sie als BFe 4/4 und ab 1962 als BDe 4/4 bezeichnet. 2006 kamen die noch vorhandenen BDe 4/4 6 und 7 durch die Fusion der TB in den Bestand der Appenzeller Bahnen.

## Geschichte
Nachdem die Trogenerbahn 1949 die Weiterführung des Betriebs beschlossen hatte, bestellte sie zur Erneuerung des Rollmaterials bei Schindler Waggon in Pratteln (SWP) und der Maschinenfabrik Oerlikon (MFO) zwei Triebwagen CFe 4/4 und einen dazu passenden Steuerwagen. Dabei wäre eine Starkstromfernsteuerung zur Anwendung gekommen. Der Steuerwagen hätte einen Stromabnehmer, Anfahr- und Bremswiderstände und einen Direktkontroller erhalten. Bei der Rückwärtsfahrt des Pendelzugs wäre über den Kontroller im Steuerwagen die Fahrmotorspannung reguliert und über eine Starkstromleitung den Fahrmotoren im Triebwagen zugeführt worden. 1951 änderte der Verwaltungsrat die Bestellung und gab anstelle des Steuerwagens einen dritten Triebwagen in Auftrag.
Vor der Ablieferung wurden im Mai 1952 mit dem CFe 4/4 6 auf der Linie 14 Prattel–Muttenz der Basler Verkehrs-Betriebe Probefahrten unternommen.

## Technische Beschreibung
Die in leichter Stahlbauart erstellten Triebwagen wurden mit einem Direktkontroller, Aussenrahmen-Drehgestellen mit Tatzlager-Fahrmotoren, elektromagnetischen Schienenbremsen und automatischen Türen ausgestattet. Die Totmanneinrichtung erlaubte mit der Einführung des Einmannbetriebs einen rationelleren Bahnbetrieb. Bei der Ablieferung trugen die Triebwagen einen blauen/hellgrauen Anstrich.

## Änderungen

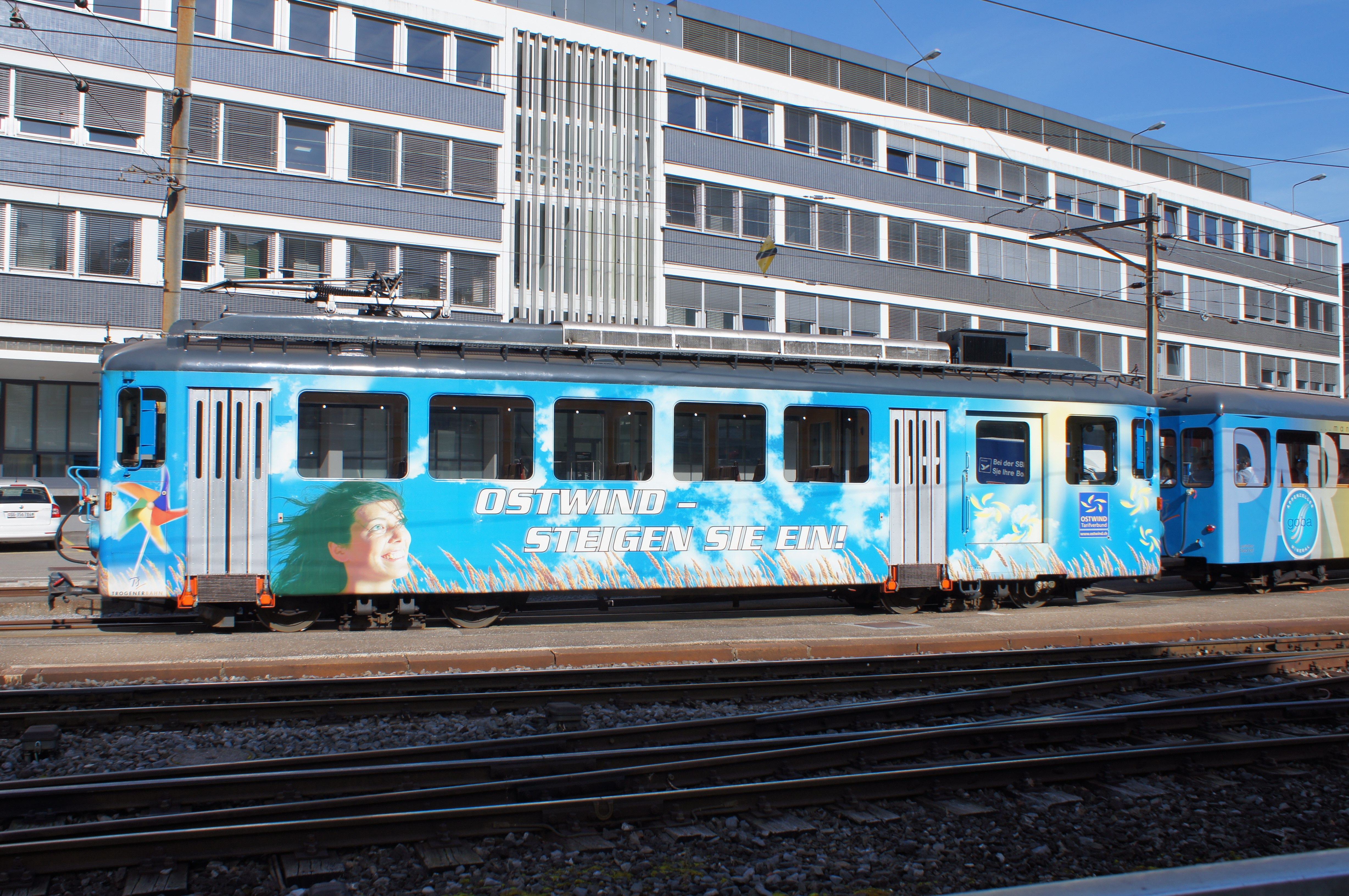
BDe 4/4 7 mit Ostwind-Werbung

1955 bis 1958 wurden die gummigefederten Räder durch gewöhnliche, starre Stahlräder ersetzt. 1957 kam eine Umformergruppe für die Batterieladung und die Speisung der vorher mit Fahrleitungsspannung betriebenen Scheinwerfer zum Einbau. 1964 erfolgte die Polsterung der Sitzbänke und die Aufschrift ST.GALLEN–SPEICHER–TROGEN wurde durch das TB-Signet in Schattenschrift abgelöst. 1970 wurden der Scheren- durch Einholmstromabnehmer ersetzt.
Weil bei der Bestellung der BDe 4/8 21–25 der Kredit nur für fünf statt der sechs benötigten Pendelzüge reichte, durchliefen die BDe 4/4 6–8 ab 1977 eine Modernisierung. Sie erhielten eine neue Inneneinrichtung, Zugfunk, Zugschlusslampen, Richtungsblinker, gummigefederte SAB-Räder und eine orangefarbene VST-Lackierung. Der so erneuerte Triebwagen 8 kam im Juli 1979 zurück in den Betrieb. Nummer 7 folgte im März 1982 und beim BDe 4/4 6 dauerten die Umbauarbeiten bis Mai 1991.
2003 erhielt der BDe 4/4 7 einen blau-weissen Anstrich mit Werbung für den Tarifverbund Ostwind. 

## Verbleib

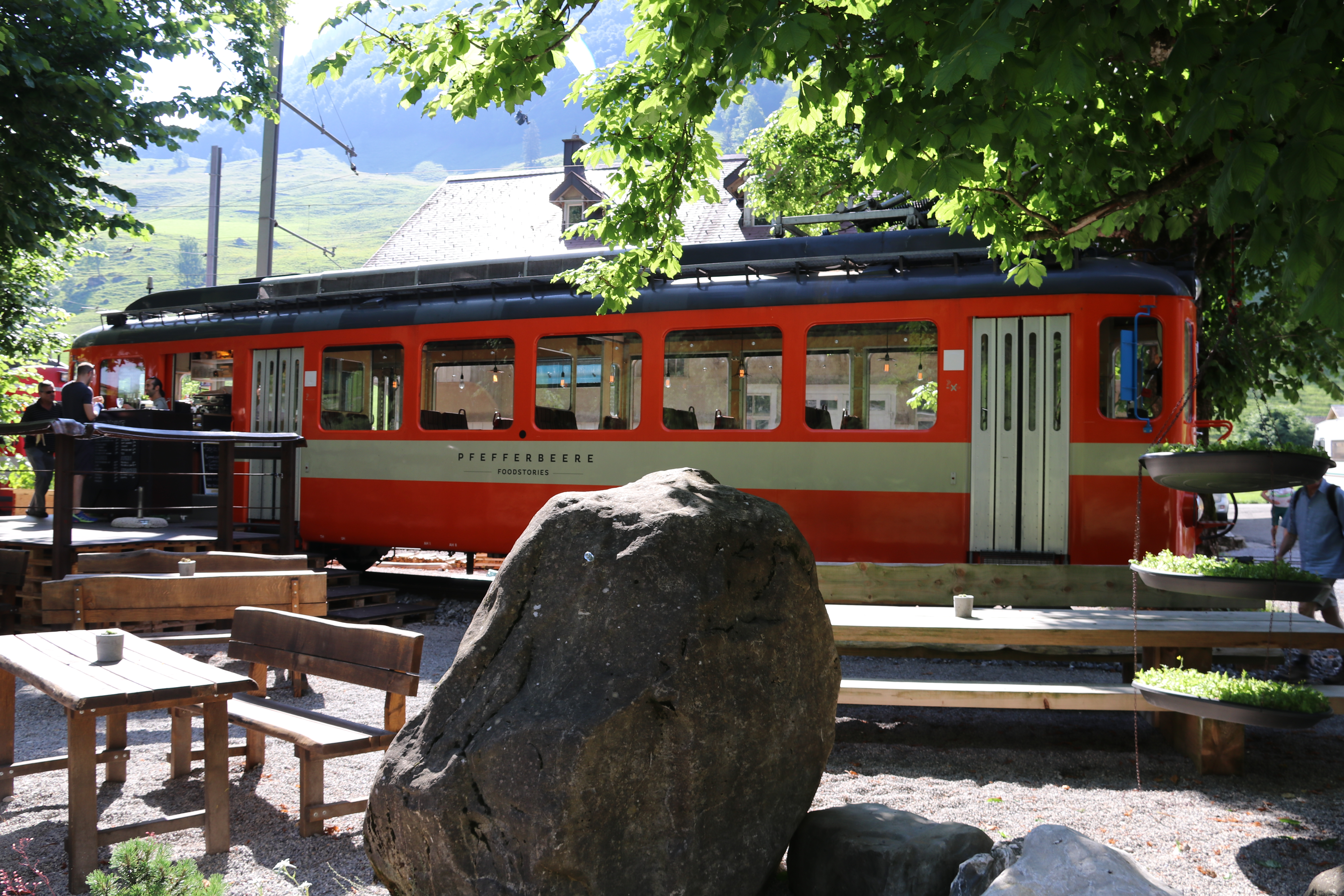
BDe 4/4 7 als Restaurant beim Bahnhof Wasserauen

In Hinblick auf die Lieferung der Be 4/8 31–32 wurde der BDe 4/4 8 im Herbst 2002 ausrangiert und verschrottet. 
Triebwagen 6 wurde 2005 zusammen mit Fahrzeugen der Forch- und Matterhorn-Gotthard-Bahn nach Antananarivo auf Madagaskar verschifft, wo auf einer bestehenden Strecke der Betrieb einer Stadtbahn aufgenommen werden sollte. Mangels zuverlässiger Stromversorgung sollten die Triebwagen mit Dieselmotoren ausgestattet werden. Die politische Instabilität seit 2009 verhinderte die Umsetzung des Projekts.

Der BDe 4/4 7 blieb zunächst erhalten und diente als Dienstfahrzeug und zur Beförderung des „Partywagens“ Brs 16. Wegen Platzmangels im Depot Speicher wurde er im Jahr 2018 nach Wasserauen transportiert, wo er  für die nächsten drei Jahre als Restaurant dienen sollte. Am 15. Dezember 2020 wurde das Fahrzeug jedoch verschrottet.